# Sargento José Félix López
Sargento José Félix López es una ciudad y municipio del departamento de Concepción, Paraguay.

## Toponimia
El municipio recibe su nombre en homenaje al sargento José Félix López Pesoa, un niño de 10 años hijo del Mariscal López y su amante Juana Pesoa, que murió combatiendo el 1 de marzo de 1870 en la batalla de Cerro Corá, por lo que es recordado como un mártir, junto con su hermano de 15 años Juan Francisco "Panchito" López.